# اندیس آنومالی جگان
آنومالی جگان یک اندیس فلزی است که در حوالی شهر سبزواران استان کرمان قرار دارد و مادهٔ معدنی موجود در آن، طلا است.سنگ میزبان این اندیس گرانودیوریت، توف، آگلومرا است  در این اندیس، پاراژنز‌های شئلیت، گالن، زیرکن، پیریت، آپاتیت، روتیل، اسفن، بورنیت، اپیدوت یافت می‌شوند.